# مالت متزلدر
مالت متزلدر (انگلیسی: Malte Metzelder؛ زادهٔ ۱۹ مهٔ ۱۹۸۲) بازیکن فوتبال اهل آلمان است.
از باشگاه‌هایی که در آن بازی کرده‌است می‌توان به باشگاه فوتبال اینگولشتات ۰۴، باشگاه فوتبال وی‌اف‌آر آلن، و باشگاه فوتبال بروسیا دورتموند اشاره کرد.